# Geltorf
Geltorf (tiếng Đan Mạch: Geltorp) là một đô thị thuộc huyện Schleswig-Flensburg, trong bang Schleswig-Holstein, nước Đức. Đô thị Geltorf có diện tích 8,08 km², dân số thời điểm 31 tháng 12 năm 2006 là 426 người.